# مايكل ديلويز
مايكل ديلويز (بالإنجليزية: Michael DeLuise)‏ مواليد 4 أغسطس 1969 في لوس أنجلوس، هو ممثل ومخرج ومنتج أمريكي بدأ مسيرته الفنية سنة 1979.

## الأعمال

### أفلام
- إنسينو مان (1992) (بدور: مات ويلسون)

### مسلسلات
- قصص مدهشة
- إن واي بي دي بلو
- ثالث كوكب بعد الشمس
- ستارغيت إس جي 1
- لاس فيغاس
- الضياع
- بنات غيلمور
- مصاصي الدماء
- سي اس آي: نيويورك

## روابط خارجية
- مايكل ديلويز على موقع IMDb (الإنجليزية)
- مايكل ديلويز على موقع ألو سيني (الفرنسية)
- مايكل ديلويز على موقع أول موفي (الإنجليزية)
- مايكل ديلويز على موقع قاعدة بيانات الأفلام السويدية (السويدية)
- مايكل ديلويز على موقع قاعدة بيانات الفيلم (الإنجليزية)
- مايكل ديلويز على موقع كينوبويسك (الروسية)